# 執心鐘入
執心鐘入（しゅうしんかねいり、沖縄語：シューシンカニイリ）は、玉城朝薫によって創作された組踊のひとつ。
1719年、琉球王国の尚敬王冊封の際、中国からの冊封使を歓迎する宴にて初演された。玉城朝薫による「朝薫五番」の一作として、組踊黎明期の代表作に位置づけられている。
『中山伝信録』では『鐘魔事』と記されている。

## あらすじ
若く美しい青年・中城若松は、首里へ奉公に向かう途中で日が暮れ、一軒の民家に宿を乞う。家には若い女「宿の女」がひとりで留守番をしており、親のいないときは泊められないと断るが、若松の名を聞いた女は、以前から慕っていた彼を家に招き入れる。
女は夜半、若松に恋情を伝えるが、若松は一貫して拒み続ける。女は失恋の果てに死をも覚悟し、若松に迫るが、身の危険を感じた若松はその場から逃げ出す。若松は末吉の寺に逃げ込み、住職（座主）に助けを求め、鐘の中に身を隠す。座主は小僧たちに警戒を命じるが、女は寺に押し入り、若松を探し回る。
若松の気配に気づいた座主は、若松を鐘から逃がす。恋と執着に狂った女は鐘にしがみつき、ついには鬼女と化す。しかし座主と小僧たちは法力をもって彼女を鎮め、仏道へと導く。

## 影響と後世への継承
『執心鐘入』は、能『道成寺』の構成や精神性に大きく影響を受けつつも、琉球の宗教観・風土に基づいた独自の解釈が加えられている。今日に至るまで、沖縄を代表する組踊の名作として繰り返し上演されており、国立劇場おきなわにおいても上演実績がある。